# الیکایی سینه‌پولکی شمالی
الیکایی سینه‌پولکی شمالی (نام علمی: Microcerculus philomela) نام یک گونه از سرده ریزدم‌ها است.